# La Tortolita
La Tortolita är en ort i Mexiko.   Den ligger i kommunen Ocotlán de Morelos och delstaten Oaxaca, i den sydöstra delen av landet, 400 km sydost om huvudstaden Mexico City. La Tortolita ligger 1 573 meter över havet och antalet invånare är 237.
Terrängen runt La Tortolita är kuperad österut, men västerut är den platt. Terrängen runt La Tortolita sluttar västerut. Runt La Tortolita är det ganska tätbefolkat, med 67 invånare per kvadratkilometer. Närmaste större samhälle är Vicente Guerrero, 18,5 km norr om La Tortolita. Omgivningarna runt La Tortolita är en mosaik av jordbruksmark och naturlig växtlighet.